# Momoko Kikuchi
Momoko Kikuchi (ur. 4 maja 1968 w Shinagawa) – japońska wokalistka i aktorka.

## Życiorys
Rozpoczęła karierę w show businessie jako modelka w 1983. Debiutowała jako aktorka w 1984 w filmie Hasoo no Ana, a jako piosenkarka - w tym samym roku singlem Seishun no Ijiwaru. Jej siedem kolejnych singli od Sotsugyou -GRADUATION- z 1985 do Idol wo Sagase z 1987 trafiło na pierwsze miejsce japońskiej listy przebojów. W 1984 utwór Summer Eyes zapewnił jej nominację do nagrody dla najlepszego nowego artysty Japan Record Awards. Rok później została najmłodszą artystką w historii, która zagrała koncert w hali Budokan. W latach 1988−1989 była wokalistką pop-rockowej grupy RA MU, której trzy pierwsze single znalazły się w pierwszej dziesiątce japońskiej listy sprzedaży. Po rozwiązaniu zespołu skupiła się na karierze aktorskiej. W 2012 ukończyła studia w zakresie zatrudnienia na uniwersytecie Hosei w Tokio i została gościnną wykładowczynią koledżu dla kobiet Toita, którego jest absolwentką. W 2016 rozpoczęła pracę w Ministerstwie Oświaty, Kultury, Sportu, Nauki i Technologii.
Jej pierwszym mężem w latach 1995-2012 był golfista Tetsu Nishikawa. W 2019 wzięła ślub z dyrektorem generalnym w Ministerstwie Gospodarki, Handlu i Przemysłu Hiroakim Niiharą. Ma syna i córkę.

## Dyskografia

### Albumy studyjne
| Rok  | Tytuł                                                           | Wytwórnia    |
| ---- | --------------------------------------------------------------- | ------------ |
| 1984 | Ocean Side                                                      | Vap          |
| 1985 | Tropic of Capricorn                                             | Vap          |
| 1985 | Terra Warrior Ψ Boy Original Sound Track (With Tetsuji Hayashi) | Vap          |
| 1986 | Graduation Memories                                             | Vap          |
| 1986 | Adventure                                                       | Vap          |
| 1986 | Graduation Memories (Piano And Orchestra Version)               | Vap          |
| 1987 | Escape from Dimension                                           | Vap          |
| 1991 | Miroir                                                          | Vap          |
| 2014 | 青春ラブレター 〜30th Celebration Best〜                        | Epic Records |
| 2022 | Shadow                                                          | Vap          |

### Single
| Rok  | Tytuł                                              | Wytwórnia |
| ---- | -------------------------------------------------- | --------- |
| 1984 | 青春のいじわる (Seishun no ijiwaru)                | Vap       |
| 1984 | Summer Eyes                                        | Vap       |
| 1984 | 雪にかいた Love Letter                             | Vap       |
| 1985 | Sotsugyō (Graduation)                              | Vap       |
| 1985 | Boyのテーマ (Boy no Theme)                         | Vap       |
| 1985 | もう逢えないかもしれない (Mō aenai ka mo shirenai) | Vap       |
| 1986 | Broken Sunset                                      | Vap       |
| 1986 | Deja Vu                                            | Vap       |
| 1986 | 夏色片想い (Natsu-iro kataomoi)                    | Vap       |
| 1986 | Say Yes!                                           | Vap       |
| 1987 | アイドルを探せ (Idol o sagase)                     | Vap       |
| 1987 | Nile in Blue                                       | Vap       |
| 1987 | ガラスの草原 (Garasu no sōgen)                     | Vap       |

### Składanki
| Rok  | Tytuł                               | Wytwórnia |
| ---- | ----------------------------------- | --------- |
| 1989 | The Greatest Hits (Majestic Twelve) | Vap       |
| 1993 | Special Selection 1                 | Vap       |
| 1993 | Special Selection 2                 | Vap       |
| 2011 | Golden ☆ Best                       | Vap       |

### Filmografia
| Year | Tytuł                                          | Rola                       | Uwagi       |
| ---- | ---------------------------------------------- | -------------------------- | ----------- |
| 1984 | Pantsu no Ana                                  |                            | Debiut      |
| 1985 | Tera Senshi PS Boy                             | Momoko                     | główna rola |
| 1986 | Bakumatsu Seishun Grafiti Ronin Ryoma Sakamoto | Okiku                      |             |
| 1987 | Idol Wosagase                                  | Chikako Fujitani           | główna rola |
| 1992 | Pa Te O                                        | Mari Egawa                 | główna rola |
| 1998 | Sore Ike! Anpanman te no Hi-ra o Taiyō ni      | Rina-chan                  | głos        |
| 2005 | Pokémon 8: Mew i bohater na fali - Lucario!    | Irene / Rene               | głos        |
| 2011 | Princess Toyotomi                              | matka Kunimatsu            |             |
| 2017 | Peach Girl                                     | Sakurako Adachi/matka Momo |             |
| 2019 | Angel Sign                                     |                            |             |